# Osatica
Osatica (cyr. Осатица) – wieś w Bośni i Hercegowinie, w Republice Serbskiej, w gminie Srebrenica. W 2013 roku liczyła 41 mieszkańców.